# Intranet

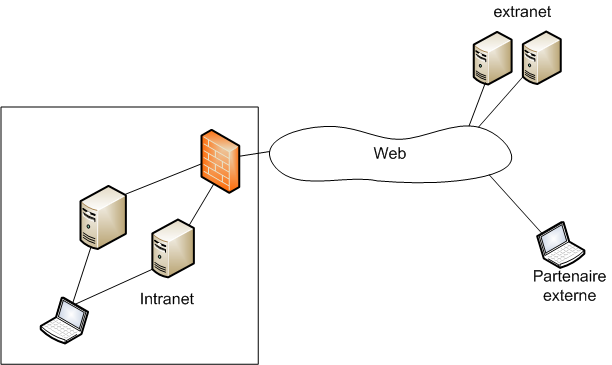
Exemple d'intranet.

Una intranet és una xarxa d'ordinadors d'una xarxa d'àrea local (LAN) privada empresarial o educativa que proporciona eines d'Internet, la qual té com a funció principal proveir lògica de negocis per a aplicacions de captura, consultes, etc. amb l'objectiu d'auxiliar la producció d'aquests grups de treball; és també un important medi de difusió d'informació interna a nivell de grup de treball. És molt utilitzada sobretot a empreses de grans dimensions.

## Història
La primera experiència Intranet que es tingui notícia sorgeix en 1992 quan enginyers de Sun MicroSystems van veure en l'ús d'Internet una alternativa vàlida per a donar suport a la gestió dels seus processos administratius. Posteriorment, Netscape programa una aplicació nova anomenat Navigator, que utilitzaran com una interfície comuna per a l'accés d'informació de l'empresa, va ser el principal promotor d'aquesta nova idea d'orientació web anomenat Intranet.
Inicialment existia la idea dels beneficis d'una Intranet, però no obstant el principal problema era la creació d'eines per tal de desenvolupar productes que permetessin engegar aquest nou esquema de fer les coses a l'interior de les empreses. Diverses empreses de programari van fer un pas important encaminat al desenvolupament de sistemes per a treballs en xarxa; Lotus, amb el seu producte Notes, en 1995, col·loca de moda el concepte de Groupware (programari en grupal) i també percep en el Web un entorn més imparcial i estàndard sobre el qual desenvolupar els seus productes.

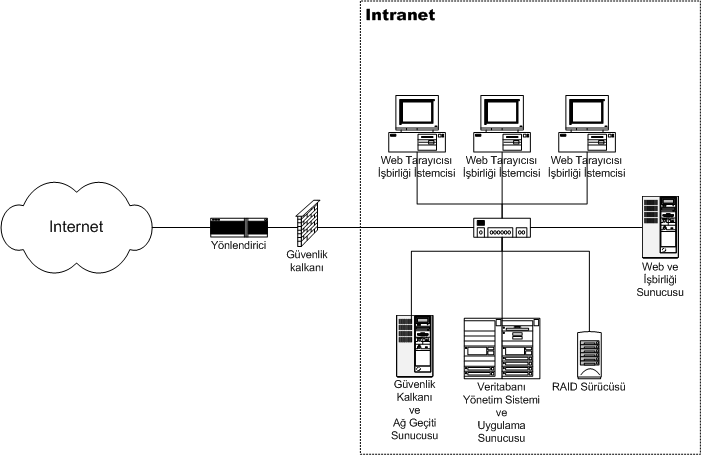
Esquema que representa una intranet.

Per altra banda, Microsoft reconeix el seu error estratègic al no prioritzar dintre dels seus plans de desenvolupament la importància de les Intranets i les potencialitats que ella podia oferir al nivell empresarial, pel que poc després de veure el gran avantatge que la intranet constituïa a nivell empresarial i el gran interès que generava va decidir canviar la seva estratègia i complementa amb els seus productes per a treballar e investigar en aquesta xarxa. Finalment Novell, adapta el seu producte Netware per a treballar més eficientment en aquesta línia. Aquesta situació, que va involucrar a tres grans empreses de programari (IBM-Lotus, Microsoft i Novell) donen un clar senyal a altres empreses similars per a desenvolupar productes i serveis orientats al Web, però de manera especial a Intranet. En l'actualitat, la creació de productes per a Intranet ocupa un alt percentatge dels recursos d'investigació i de desenvolupament de les empreses de programari. Les empreses lligades al maquinari, també han potenciat els seus productes per a treballar o suportar aplicacions Internet i Intranet. És més, se suposa que la meitat del que avui es desenvolupa en ambient Web està orientat a Intranet.

## Aplicacions
Les Intranets s'utilitzen generalment per a quatre tipus d'aplicacions:
1) Comunicació i col·laboració
- Enviar i rebre correus electrònics, correu de veu, etc.
- Sales de discussió i de xat
- Conferències de veu i vídeo
- Blogs interns

2) Publicacions web
Elaborar i publicar documents multimèdia com ara:
- Manuals de polítiques i normatives.
- Butlletins de l'empresa.
- Catàlegs de productes.
- Números de telèfon i adreces de contacte.
3) Operacions comercials i gestió
Processament de comandes
- Control de l'inventari disponible
- Preparació de la producció i control d'aquesta
- Sistemes de gestió d'informació
- Accés a bases de dades
4) La gestió dels portals Intranet
- Administrar totes les funcions de xarxa, servidors, clients, seguretat i el tràfic de dades.
- Donar als usuaris accés a una varietat d'eines i aplicacions internes i externes.
- Integrar les diferents i més noves tecnologies
- Realitzar investigacions regularment per trobar l'estratègia a seguir. (proves, enquestes a personal i clients del sector, etc.)
2.1. Aplicacions funcionals de la intranet:
Donada la varietat de funcionals que pot incloure una Intranet, la combinació d'aquestes podrà donar lloc a diferents projectes que abordats individualment formaran part de la Intranet corporativa. Tals projectes solen ser:
- Portal del treballador
- Intranet de compres
- Gestió Documental
- Intranet Técnica
- Gestió d'Incidències

2.1.1. Aplicacions dintre el camp empresarial:
Comptabilitat. Mitjançant una Intranet es poden integrar les funcions comptables i financeres del dia a dia.
-Capturar dades comptables.
-Determinats programes de comptabilitat utilitzen el navegador per a aquesta funció.
-Mig perquè la informació comptable aquest disponible per als usuaris interns, satisfent el requisit d'oportunitat.
-Donar a conèixer les polítiques comptables de l'empresa.
-Tramitar comptes de despeses. In
-formar sobre clients que presenten problemes i estat de pagaments.
Màrqueting: Mitjançant una Intranet es pot informar al personal de vendes i fins i tot pot ser una forma d'interaccionar.
- Informació sobre productes, preus, promocions, etc.
-Informació de disponibilitat de producte i terminis de lliurament.
3. Esquemes de creació i propòsits.
La gran majoria d'organitzacions dediquen considerables esforços i recursos en la planificació i creació de la seva intranet, ja que té una importància estratègica. Algunes de les esquematitzacions.
El propòsit i objectius de la intranet
- Definir les persones i departaments que s'encarregaran del seu manteniments gestió, actualització i seguretat.
- Definir e implementar la seguretat de la intranet
- Assegurar-se que està dintre dels termes legals o altre limitacions legislatives del país
- El nivell d'interectivitat que tindrà la nostre intranet, per exemple els fòrums, blocs i xats.

## Avantatges
1. Optimitza la informació unificant-la i facilitant el seu tractament.
Una intranet ben desenvolupada, atorga permisos diferents a cada empleat. Per això, quan un treballador introdueix informació a la base de dades del servidor, aquest ja sap on i com ha de publicar aquesta informació. Així doncs, la informació provinent d'un departament, se situarà en l'espai que li correspongui i quedarà accessible per a la resta d'empleats amb accés a aquesta àrea.
2. Accelera el pas de la gestió de la informació a la gestió del coneixement.
Molts alumnes assisteixen a les classes però passen l'estona atenent el que ocorre més enllà de la finestra i no al professor. No obstant això, quan han d'estudiar per si mateixos de cara a l'examen, han de llegir i centrar-se en allò que estan llegint si volen arribar a entendre-ho. El mateix ocorre amb els empleats i la intranet. Segurament, perquè un empleat aprengui, per exemple, el nou procés d'embalatge d'una empresa, es necessitaran moltes intervencions de l'encarregat de l'àrea. No bastarà una sola explicació general, sinó que posteriorment caldrà anar un a un corregint les possibles falles en el procés. Quan es posseeix una intranet, és el treballador el que s'informa per voluntat pròpia per dur a terme correctament la tasca que se li encomana.
3. Està activa les 24 hores del dia, set dies a la setmana.
Aquesta és un avantatge que facilita el treball, ben entès com treballar des de fora dels locals de l'empresa, ben entès com treballar fora dels horaris habituals de l'empresa. Així doncs, un comercial que estigui visitant una fira a un altre país pot informar a l'instant de les novetats que allí descobreixi, fins i tot aportar mostres digitalitzades d'aquesta. De la mateixa manera, perquè un alumne formuli un dubte a un professor fora dels horaris lectius, no fa falta que acudeixi al seu despatx en hores de consulta. N'hi ha prou amb utilitzar una tutoria o les denominades aules virtual, on s'enviarà un correu electrònic que serà contestada pel professor quan disposi de temps per a això.
4. És una eina de grup.
Connectant amb la idea anterior, la intranet permet que s'eliminin les típiques reunions informatives que suposen una despesa de temps enorme per a l'empresa. Hem posat l'exemple de l'alumne que vol formular una pregunta. En aquest cas, només han de coincidir dues persones en l'espai i en el temps, però què passa quan han de coincidir cinc persones? És una situació pràcticament impossible, sobretot en empreses de consultoria o comercials. Els fòrums, els taulers d'anuncis estratègicament col·locats en la intranet són realment útils per dur a terme la tasca.
5. Estalvi econòmic.
Amb una intranet es divideix dràsticament l'ús de paper en l'empresa. Els informes, els contactes, les notes... es llegeixen en la pantalla de l'ordinador. De la mateixa manera, s'estalvia en telèfon. Atès que la major part de les empreses operen amb una tarifa plana professional, els costos en trucades de telèfon.
6. Cohesió dels grups.
Una intranet ben dissenyada dona motiu als empleats per participar en la construcció de la xarxa interna. Atès que a tots ens agrada que algú llegeixi el que nosaltres hem escrit, qui participa en la intranet instarà a la resta a llegir la seva col·laboració, fomentant l'ús de la interfície de l'empresa. L'últim estudi Inforpress sobre la Comunicació Interna en les empreses espanyoles revela que només un 6% dels sindicats poden expressar-se a la Xarxa de la companyia, la qual cosa suposa un gravíssim error. Convidar als treballadors al fet que participin en la intranet és un bon exemple de màrqueting viral que cal aprofitar.
7. Informació actualitzada, recent.
Les dones solen detenir-se a mirar els aparadors de les tendes de roba; els homes, per contra, solen parar-se en els dels concessionaris de cotxes. No obstant això tots dos, homes i dones, es detenen en passar per davant d'una estanc per llegir els titulars de les últimes revistes i diaris. La informació actualitzada resulta summament atractiva i culturalment s'entén com a signe d'eficàcia: constantment, els directius repeteixen en la premsa que, cada dia, dediquen un temps a la lectura de notícies perquè els ajuda a millorar en el seu treball. Així doncs, tots ens esforcem a estar al corrent de les últimes novetats. I d'això s'ha d'aprofitar l'organització: si aconsegueix que els treballadors vegin en la intranet una font fiable i actualitzada d'informació, disminuiran en bona part els rumors. Quan li comuniquin al treballador un rumor dirà: «Segur? Doncs en la intranet no diu res».
8. No s'entorpeix la feina d'altres companys.
Quan, per algun motiu, se'ns encomana un treball que excedeix els nostres coneixements, solem acudir a aquell company que sí que domina aquesta matèria perquè ens il·lustri. El problema radica que, d'aquesta manera, som nosaltres els que entorpim la seva feina. La intranet pot ser una solució a aquest fet: els tutorials són un bon mitjà per adquirir coneixements ràpidament; d'altra banda, l'e-mail constitueix una eina ideal: tot emprat consulta diàriament el seu e-mail; si un s'ha posat en contacte amb un altre per demanar-li ajuda, aquest contestarà quan estigui en disposició de fer-ho, amb el qual la productivitat dels dos augmentarà. En qualsevol cas, si el primer necessités la informació urgentment, sempre podria acudir a programes de missatgeria ràpida situats així mateix en la intranet.
9. Informació per escrit i consultable.
Tornem a l'exemple del comercial que informava de les novetats presentades en una fira. Segurament, si aquesta informació la facilités via telèfon al cap d'una secció, quan aquest li transmetés aquesta trucada a un col·lega es perdria molta informació. I més informació es perdria quan aquest ho transmetés als seus subordinats. Si la informació queda registrada de forma escrita i invariable, és molt més fidedigna per ser consultada.
10. Més informació ja que és més fàcil enviar-la.
Una vegada que es crea l'hàbit d'emprar la intranet, la informació generada en l'empresa augmenta considerablement. Comunicar-se a través dels mitjans electrònics resulta senzill: la consultora IDC publicava el passat més de maig una dada importantíssima: 10.000 milions de correus electrònics s'envien diàriament, quantitat que triplica al correu convencional. Evidentment, aquesta facilitat en els enviaments comporta que aquests adquireixin un caràcter més informal, és a dir, que els seus continguts siguin menys rellevants o de pitjor qualitat.
11. Facilita la gestió del rumor.
Atenent al que dèiem en el paràgraf anterior, i al que ja vam dir en parlar de l'actualització de la intranet, aquesta és perfecta per solucionar els rumors en l'empresa. Evidentment, no és capaç d'erradicar-los per complet (mai es pot erradicar el rumor quan existeixen dos interessos enfrontats). Si la intranet es converteix en un referent per als treballadors, si veuen en ella l'eina pel qual es comuniquen personalment amb els superiors, serà també la taula sobre la qual exposar els dubtes i rumors que es comenten en els passadissos.
12. Aconsegueix que l'empleat pugui adreçar-se al cap de departament.
Sumant la facilitat amb la qual es pot dur a terme una comunicació electrònica a aquesta imatge que acabem de comentar, de la xarxa interna com a vehicle de comunicació amb els comandaments, s'obté un índex de facilitat de comunicació amb les altes jerarquies de l'organització sense precedents. El treballador es pot dirigir als caps sense embuts, sabent que més ràpid o més tard llegiran el seu comunicat. No obstant això, i ja que a ell li resulta senzill comunicar-se amb els seus superiors, exigeix obtenir el mateix tracte d'aquests. Això és, exigeix que se li respongui sempre.
13. La intranet és millorable.
Una intranet no és un sistema inamovible. La xarxa interna ja no és un embolic de hubs i fils conductors en un local, sinó una xarxa basada en el protocol TCP/IP i que gaudeix dels mateixos avantatges: connectivitat, obertura del sistema. Per això la intranet que, creix més enllà de la mateixa empresa es pot convertir en extranet (com ja explicarem més endavant), per això les noves xarxes internes no tenen fronteres, i són enterament modificables, ràpides i ajustables a les necessitats puntuals de l'organització. 14. Atorga informació a uns i priva a uns altres de la mateixa informació.
Els arxius dels grans hospitals compten amb la figura del bidell: un vigilant que acompanya a cadascun dels metges que vol consultar l'expedient d'un pacient. La seva funció? Impedir que una vegada dins de l'arxiu de l'hospital, el doctor vulgui informar-se de quin és la nòmina del seu company, per exemple. La figura del bidell desapareix en la intranet. Gràcies als permisos atorgats pel webmaster, no tots poden accedir a tota la documentació de la intranet. Així doncs, un mateix servidor val per a tots, ja que no tots podran accedir a la base de dades, fins i tot no podran accedir a diferents zones de la mateixa base de dades. Com dèiem en el primer punt, quan l'usuari introdueix la seva contrasenya, el servidor ja sap a quins llocs pot arribar i a quins no.
15. Fàcil ús per als empleats que estiguin familiaritzats amb l'entorn Windows.
Generalment, els programes de GC que estan instaurats ara al mercat (sobretot als Estats Units, Alemanya i els països nòrdics) comporten gran dificultat d'ús i exigeixen formar als treballadors en el seu ús. No obstant això, la intranet és una interfície gràfica com qualsevol a la qual s'accedeix des del navegador de l'ordinador. Si un treballador sap manejar aquesta eina, només necessitarà practicar per dominar les dificultats de la xarxa interna.

## Característiques
Est és un d'aquests casos: la solució al dilema de quines són les característiques que ha de conjuminar una bona Intranet es pot trobar en l'obra de Timothy Galpin Guia completa sobre fusions i adquisicions. En ella cita les claus per gestionar els casos de fusió empresarial; aquesta són: comunicació, rapidesa en la presa de decisions, plantejament clarament definit i gestió de la resistència. Des de la nostra temàtica, tota Intranet que contingui aquests atributs seria un model exemplar.
Comunicació. La Intranet és un gestor d'informació al que els empleats accedeixen a la recerca de solucions puntuals. Des del moment en el qual es produeix aquesta necessitat, la intranet es converteix en un vehicle comunicatiu. La síntesi màxima d'un procés de comunicació automàtic es resumeix en l'esquema
Entrada de la informació -----→processament --------→visió final.
Si considerem que la Intranet és aquest gestor automatitzat, l'entrada d'informació, dades introduïdes pels mateixos empleats. La informació és, doncs, unidireccional. Molts empresaris pensen que la Intranet és eficaç per si mateixa perquè conté informació, i per això l'abandonen al criteri heterogeni dels seus usuaris obtenint resultats catastròfics. En realitat, la Intranet s'ha de concebre com un instrument de comunicació i això implica que hi hagi una retroalimentació. Quan una persona es dedica a llegir s'està informant, està aprenent, però quan es comunica, quan interacciona amb aquest suport en el qual llegeix, a més d'aprendre s'està implicant.
Rapidesa en la presa de decisions
Una Intranet ha de ser ràpida. Aquesta afirmació tan simple, abasta al seu temps una quantitat ingent de responsabilitats. Per començar, la interfície gràfica de la Intranet ha de ser lleugera i carregar-se ràpidament. Cal tenir en consideració, com dèiem en l'epígraf anterior, que la Intranet facilita un procés de comunicació (d'anada i tornada). Per això la velocitat de resposta en el cas que una web pesi molt es duplica: tarda a carregar-se per a l'usuari i triga al seu torn per enviar les dades al servidor. De la mateixa manera, cal procurar dissenyar estructures simples: taules amb poques dades, molt específics i reveladors, atès que com més dades porti la web, més trigarà a carregar-se. D'altra banda, els servidors de la Intranet, tant el servidor web com el de base de dades, han d'estar capacitat per suportar la visita d'un nombre d'usuaris concret. És a dir, ha d'adaptar-se a les necessitats de l'organització i als hàbits d'ús de la Intranet que en la mateixa es creen.
Finalment, una solució òptima per accelerar els temps de resposta és emprar routers professionals.
Plantejament clarament definit.
El plantejament clarament definit està íntimament lligat a la noció d'utilització. Els elements ineludibles en una Intranet usable són el directori, el camp de recerca i les notícies actualitzades.
El directori compleix la missió d'ajudar a l'usuari. És a dir, aquell usuari que acudeixi a la Intranet totalment desorientat, a la recerca d'una solució a la qual aferrar-se, s'orientarà a través del directori, que vindrà a ser un menú en el qual triar solucions.
El camp de recerca serà emprat per aquells usuaris que accedeixin al sistema mitjanament desorientats, tenint al cap algun concepte clau o descriptor, que pugui conduir-li a la solució que necessita.
No obstant això, la pretensió final sempre que s'implementa una Intranet és que l'usuari la domini. Que conegui totes les seves possibilitats, que investigui cadascun dels seus racons. Aquesta meta només s'aconseguirà a través de la pràctica. L'usuari ha de manipular assíduament la Intranet i per a això ha de trobar un motiu per fer-ho. El més imprescindible és, sens dubte, el contingut actualitzat.
Gestionar la resistència.
L'última característica de la Intranet que anem a esmentar es troba, fora d'ella: la gestió de la resistència.
Gestió es tradueix en anglès com management. El management, al seu torn, s'atribueix en llenguatge empresarial a l'activitat de l'adreça de l'organització. Per tant, el procés de gestió de la resistència recau sobre la directiva de l'empresa. La directiva ha de creure en la Intranet, només així la gent li atorgarà la credibilitat que necessita. A més, no ha d'escatimar en recursos per promoure-la, almenys en el procés d'implantació d'aquesta. Finalment, ha de ser creativa i idear quantes campanyes de màrqueting, de persuasió i participació pugui perquè els usuaris accedeixin a ella d'una manera natural.

## Inconvenients
Moltes Intranets bé construïdes tecnològicament resulten un fracàs. Amb freqüència veiem informació poc recent o mal gestionada perquè no s'ha triat el vehicle apropiat o perquè els butlletins estan inactius. Els aspectes de seguretat són molt importants.
Les Intranets són xarxes exposades a notables riscos de seguretat.
És una tecnologia en evolució constant per tant necessita un manteniment i actualització periòdica que pot provocar problemes d'incompatibilitat.
Les característiques de seguretat poden ser inadequades per segons quines aplicacions.